# Package on package

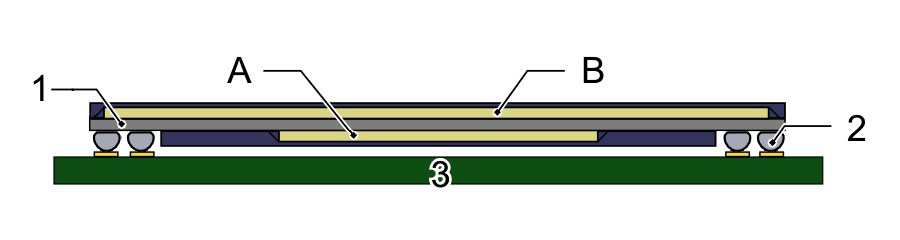
Fig 1 Encapsulat PoP : els integrats A i B units pel subtracte (1). Llavos l'encapsulat PoP se solda a la PCB (3) a través de (2).

Package on package (amb acrònim PoP) és un tipus d'encapsulat per a circuits integrats amb la propietat de combinar aquests circuits integrats apilats en disposició vertical tal com es pot veure a la Fig.1 (és un tipus d'encapsulat en 3D). D'aquesta manera s'aconsegueixen major densitat de components en dispositius com telèfons mòbils, ordinadors portables i càmares digitals. Els encapsulats PoP estan estandarditzats en els comitès JC-11 i JC-63 del JEDEC.

## Configuracions
Existeixen dos tipus d'encapsulats PoP :
- Apilat només de circuits integrats de memòria.
- Apilat híbrid : de circuits lògics (CPU) a la part inferior i circuits de memòria a la part superior.